# Altino
Altino község (comune) Olaszország Abruzzo régiójában, Chieti megyében.

## Fekvése
A megye központi részén fekszik. Határai: Archi, Atessa, Casoli, Perano, Roccascalegna és Sant’Eusanio del Sangro.

## Története
Első említése a normann időkből származik (11. század) származik. A következő századokban nemesi birtok volt. Önállóságát a 19. század elején nyerte el, amikor a Nápolyi Királyságban felszámolták a feudalizmust.

## Népessége
A népesség számának alakulása:

## Főbb látnivalói
- Villa Di Lallo
- Santa Maria del Popolo-templom
- 'Madonna delle Grazie-templom